# Bowerbankia hahni
Bowerbankia hahni är en mossdjursart som beskrevs av Jullien 1888. Bowerbankia hahni ingår i släktet Bowerbankia och familjen Vesiculariidae. Inga underarter finns listade i Catalogue of Life.